# Matthew Bloom
Matthew Jason "Matt" Bloom (n. 14 noiembrie 1972) este un wrestler american care activează în prezent în WWE sub numele de Tensai,el a mai activat în WWE în perioada 1999-2004 sub numele de A-Train și Albert.În perioada 2005-2012 a activat în diferite promoții din Japonia cum ar fi New Japan Pro Wrestling sub numele de Giant Bernard.După Wrestlemania 28 se întoarce la RAW sub numele de Lord Tensai apoi doar Tensai.
El are o înălțime de 1.98m și 160 kg.

## Titluri în Wrestling
- Impact Zone Wrestling
  - IZW Heavyweight Championship (1 dată)[1]
- Elite Xtreme Wrestling
  - EXW Tag Team Championship (1 dată)1[2]
- New Japan Pro Wrestling
  - IWGP Tag Team Championship (2 ori) – cu Travis Tomko (1) și Karl Anderson (1)[1][3]
  - G1 Tag League (2007) – cu Travis Tomko[4]
  - G1 Tag League (2009) – cu Karl Anderson[4]
  - New Japan Cup (2006)[4]
- Power Pro Wrestling
  - PPW Heavyweight Championship (1 dată)[5]
  - PPW Young Guns Championship (1 dată)[6]
- Pro Wrestling Illustrated
  - PWI ranked #32 of the top 500 singles wrestlers in the PWI 500 in 2001[7]
- Pro Wrestling Noah
  - GHC Tag Team Championship (1 dată) – cu Karl Anderson[8]
- World Wrestling Federation
  - WWF Intercontinental Championship (1 dată)[9]
- Wrestling Observer Newsletter
  - Tag Team of the Year (2011) – with Karl Anderson[10]